# Bacsófalva
Bacsófalva (1892-ig Pocsuvadlo, szlovákul: Počúvadlo) község Szlovákiában, a Besztercebányai kerületben, a Selmecbányai járásban.

## Fekvése
Selmecbányától 13 km-re délnyugatra, a Selmeci-hegység déli részén fekszik.
Délről Bagyan, keletről Béld, északkeletről Illés és Selmecbánya, északnyugatról Gyökös, nyugatról pedig Hontalmás települések területeivel határos.
1921-ben még 16,69 km²-es területe mára 15,5080 km²-re csökkent a Bacsófalvi-bányató (Počúvadlianske jazero) Selmecbányához csatolásával.

## Története
Mint azt a 19. században feltárt leletek tanúsítják, területe már a bronzkorban is lakott volt, a Szkalka hegyen pedig kisebb vár is állt. A község határa a középkorban Szitnya várának uradalmához tartozott.
A falut 1333-ban "Pocholla" alakban említik először. A lévai vár uradalmának része volt, később, a 17. századtól a bányakamara felügyelete alá tartozott. 1388-ban "Pochyualla", 1504-ben "Pochowylla", 1506-ban "Pochavilla", 1511-ben "Pochowala" alakban szerepel az írott forrásokban. 1554-ben 10 háztartása létezett. 1715-ben malma és 37 háztartása volt. 1828-ban 41 házában 250 lakos élt, akik favágással, szénégetéssel, bányászattal foglalkoztak.
Vályi András szerint "POCSUVALD. Tót falu Hont Vármegyében, földes Ura Gróf Koháry Uraság, lakosai külömbfélék, fekszik Viszokához nem meszsze, mellynek filiája, határjában vagyon legelője elég, mind a’ kétféle fája is, szőlőhegye nints, piatzozása Selmetzen nem meszsze, második osztálybéli."
Fényes Elek szerint "Pocsuvaldo, tót falu, Honth vmegyében, ut. p. Selmecztől délre 1 1/2 mfd., 7 kath., 236 evang. lak., kik tűzifát hordanak Selmeczre, s főleg abból élnek. Evang. templom. Határa sovány. F. u. a kamara."
A trianoni békeszerződésig Hont vármegye Báti járásához tartozott.
A második világháború alatt területén partizáncsoportok működtek. Földműves szövetkezete 1952-ben alakult. Lakóinak egy része a közeli Selmecbánya üzemeiben dolgozik.

## Népessége
| Év:            | 1994. | 2004.    | 2014.    | 2024.    |
| -------------- | ----- | -------- | -------- | -------- |
| Emberek száma: | 147   | 123      | 95       | 85       |
| Eltérés:       |       | -16,32 % | -22,76 % | -10,52 % |

| Év:            | 2023. | 2024.   |
| -------------- | ----- | ------- |
| Emberek száma: | 84    | 85      |
| Eltérés:       |       | +1,19 % |

1910-ben 390, túlnyomórészt szlovák lakosa volt.
2001-ben 131 lakosából 130 szlovák volt.
2011-ben 104 lakosából 95 szlovák.

## Nevezetességei
- Evangélikus temploma 1771-ben épült, 1801-ben átépítették. Szószéke a 17. századból való.
- Turistaút visz fel innen az 1009 m magas Szitnyára.
- Területén 400 éves tölgyfa található.